# Fytochemie
De fytochemie is het onderdeel van de chemie dat zich richt op inhoudsstoffen van planten. Zij tracht de chemische samenstelling van plantmaterialen vast te stellen en afhankelijk daarvan de plantensoort chemisch te controleren.
Fytochemici beschrijven welke planten binnen één familie de hoogste concentraties van bepaalde inhoudsstoffen bevatten (meestal gaat het dan om secundaire plantenstoffen), onder welke condities ze gekweekt moeten worden om een zo hoog mogelijk gehalte van deze inhoudsstoffen te verkrijgen en wanneer ze (voor dat doel) het best geoogst kunnen worden. 
Bij het classificeren van planten kan gebruik worden gemaakt van fytochemie. Dit wordt toegepast in de chemotaxonomie. Het onderdeel van de fytochemie dat zich bezighoudt met het beschrijven van inhoudsstoffen van planten met een mogelijk farmacologische werking is de farmacognosie.
De Phytochemical Society of Europe en de Phytochemical Society of North America zijn organisaties die zich bezighouden met fytochemie.